# Historia General de Chile (Diego Barros Arana)

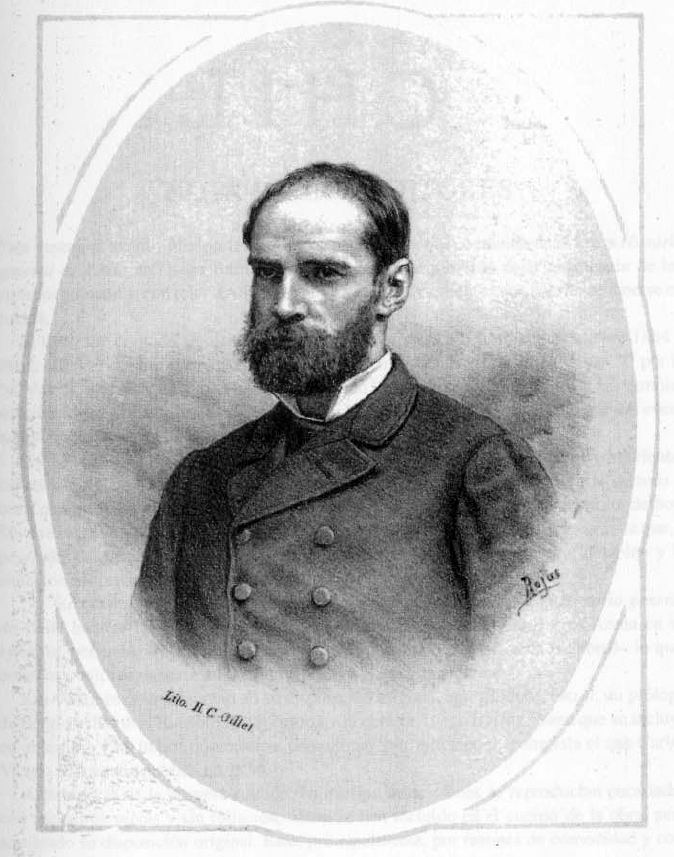
Diego Barros Arana

Publicada en 16 gruesos volúmenes entre 1884 y 1902, la Historia General de Chile (originalmente Historia Jeneral de Chile), del historiador chileno Diego Barros Arana, es considerada la máxima obra historiográfica chilena del siglo XIX.
Comprende desde la época precolombina hasta 1833. La obra está realizada sobre la base de los documentos de archivos privados y públicos, que Barros Arana conoció y coleccionó a lo largo de décadas hasta que inició la redacción de su Historia General en 1881.
El estilo narrativo es sobrio y claro. Pretende una imparcialidad basándose los datos que entregan los documentos escritos.[cita requerida] Esta opción metodológica está dada por el espíritu científico del positivismo, del que Barros Arana estaba notablemente influido.
En sus libros deja ver claramente que Barros Arana era un O'higginista y Portaliano. Hasta 1990 la historiografía tradicional chilena consideraba a Bernardo O'Higgins y a Diego Portales indiscutidamente como Padre de la Patria y Organizador de la república respectivamente, todo esto debido a la influencia que ha tenido el libro de Barros Arana en la historiografía Chilena, aunque últimamente se ha estado dejado de lado, y han surgido nuevos críticos como Gabriel Salazar.
El hilo conductor de su historia son los acontecimientos políticos, pero no se queda estancado allí y realiza descripción y análisis de los temas sociales, económicos y culturales.
El mayor crítico de la obra fue Francisco Antonio Encina, quien denuesta la obra en su "Historia de Chile desde la Prehistoria hasta 1891". Muchas veces esas críticas parecen sin fundamento, pues la obra de Encina se basa mayormente en la propia Historia General de Barros Arana.[cita requerida]

## Reediciones
Una segunda edición editada en homenaje a Barros Arana —con ocasión del centenario de su nacimiento— fue publicada por la editorial Nascimento, entre 1930 y 1940, alcanzando a publicar doce volúmenes. Sin embargo, tras un incendio en que se quemaron los volúmenes restantes y la posterior quiebra de la editorial, no pudo completarse la obra entera.
Las iniciativas de Rolando Mellafe y Eduardo Castro Le Fort no tuvieron éxito en conseguir una nueva edición. Solo a finales de la década de los 90, y gracias al empuje de la Editorial Universitaria y del Centro de Investigaciones Diego Barros Arana, se logró dar paso a una nueva edición, que consta de 17 tomos, con grafía moderna, más un prólogo escrito por Sergio Villalobos, completada el año 2005.
Es posible leer todos los tomos de la Historia General por Internet. Memoria Chilena ha digitalizado y publicado la colección completa, teniendo tanto la versión original como la moderna.